# Villars-sur-Var

Villars-sur-Var este o comună în departamentul Alpes-Maritimes din sud-estul Franței. În 1 ianuarie 2022 avea o populație de 783 de locuitori.